# یوان (کرمانشاه)
یوان یا باوه یوان(به کردی: باوه یوان، به انگلیسی: Bawa Yawan) روستایی از توابع بخش مرکزی شهرستان کرمانشاه در استان کرمانشاه ایران است. این روستا در فاصله ۳۵ کیلومتری شمال غرب شهر کرمانشاه و در درهٔ ناودرون قرار دارد. روستای یاوه یوان به دلیل پناهگاه صخره‌ای باستانی خود که نخستین نشانه‌ها از سکونت انسان‌های نئاندرتال در ایران در آن کشف شده‌است شهرت دارد.

## جمعیت
این روستا در دهستان میان‌دربند قرار دارد و براساس سرشماری مرکز آمار ایران در سال ۱۳۸۵، جمعیت آن ۱۷۲ نفر (۴۰ خانوار) بوده‌است.

## پناهگاه صخره‌ای یوان
پناهگاه صخره‌ای باوه یوان در این روستا قرار دارد. پژوهش‌ها بر روی این پناهگاه از سال ۱۳۹۵ توسط تیم باستان‌شناسی به سرپرستی سامان حیدری گوران آغاز شد که منجر به کشف نشانه‌هایی از سکونت نئاندرتال‌ها شده‌است. این آثار شامل یک دندان متعلق به یک انسان نئاندرتال است که بین ۳۷ تا ۴۲ هزار سال پیش در این نقطه زندگی می‌کرده‌است. همچنین آثار تاریخی دیگری با قدمت ۵۵ هزار سال به دست آمده‌است. آثار به دست آمده از انسان نئاندرتال پناهگاه باوه یوان نخستین بقایای قطعی به دست آمده از سکونت انسان‌های نئاندرتال در کشور ایران به‌شمار می‌آید.
طی فصل‌های اول تا سوم کاوش در پناهگاه باوه‌یوان علاوه بر یک دندان شیری انسان نئاندرتال با قدمت ۴۲ هزار سال، لایه‌های رسوبی همراه با داده‌های فرهنگی از سه دوران پارینه‌سنگی میانی، پارینه‌سنگی نوین و فراپارینه‌سنگی نیز شناسایی شد. در این سه فصل حدود ۱۰ هزار و ۶۰۰ قطعه ابزار سنگی و استخوان کشف شده‌است.
فصل چهارم کاوش در پناهگاه صخره‌ای باوه‌یوان از ۷ تا ۳۰ مهر ۱۴۰۰ به مد ۲۳ روز به سرپرستی سامان حیدری گوران انجام شد. هدف از انجام این فصل از کاوش‌ها تعیین عرصه و حریم این مکان در راستای پروژهٔ ردیابیِ گذار از پارینه‌سنگی میانی به نوین در غرب زاگرس میانی بود. همچنین در این فصل با استفاده از سیستم فتوگرامتری کوه باوه‌یوان شرایط مطلوب‌تری برای نگهداری و حفظ آثار به دست آمده ایجاد شد. در این فصل از کاوش ۱۲ گمانه زمین‌شناسی در مجموعهٔ غار و پناهگاه صخره‌ای باوه یوان ایجاد شد. در این فصل از کاوش حدود دو هزار قطعه ابزار سنگی از لایه‌های مختلف کشف شد. در این فصل اطلاعات و شواهد بارز زیادی از جوامع انسان نئاندرتال به دست آمدم و مشخص شد که از حداقل ۷۰ تا ۷۵ هزار سال پیش انسان‌ها بویژه انسان نئاندرتال در داخل یک محدوده طبیعی وسیع شبیه یک حصار طبیعی در باوه یوان زندگی می‌کرده‌اند و محوطه باوه یوان در آینده می‌تواند به عنوان یک محوطهٔ مرجع در کوهستان زاگرس، فلات ایران و حتی خاورمیانه در رابطه با سکونت انسان نئاندرتال به‌شمار بیاید. علاوه بر انسان نئاندرتال، انسان امروزی نیز از حدود ۱۳ هزار و ۴۰۰ سال پیش در این محوطه ساکن شده‌است که این زمان بین یک تا دو هزار سال قبل از انقراض انسان نئاندرتال بوده‌است. همچنین شواهدی از سکونت جوامع نوسنگی در محوطهٔ باوه یوان وجود دارد که احتمالاً بعدها به تپه‌ای باستانی که دورتر از محوطهٔ باوه یوان و در آن سوی جادهٔ جنب محوطه قرار دارد منتقل شده‌است. با توجه به همزمانی زیست این دو گونهٔ انسانی در کنار یکدیگر این احتمال مطرح شده که منطقهٔ کرمانشاه محل زندگی آخرین نسل‌های جوامع انسان نئاندرتال بوده و با توجه به اینکه انسان‌های امروزی از حدود ۴۱ هزار سال قبل در کرمانشاه زندگی کرده‌اند و این قبل از انقراض نئاندرتال‌ها بوده‌است، می‌توان گفت که برخورد انسان نئاندرتال و انسان امروزی در منطقهٔ کرمانشاه روی داده‌است و از این‌رو این فرضیه مطرح شده که در جریان این برخورد در کرمانشاه می‌بایست امتزاج خویشاوندی به وجود آمده و دارای فرزند شده‌باشند.
مواد باستانی به دست آمده از فصل چهارم کاوش‌ها شامل دست‌ابزارهای مختلفی مانند سنگ مادرها، خراشنده‌ها، سرتیرها، چاقوهای سنگی، استخوان‌های فسیل‌شدهٔ جانورانی مانند کل، بز و پرندگان در تابستان ۱۴۰۱ مورد مطالعه قرار گرفت. در این مطالعات مشخص شد که لایه‌های استقراری مربوط به عصر فرا پارینه سنگی بسیار بزرگ‌تر از تصورات قبلی بوده‌است و بر این اساس احتمالاً جوامع انسانی در این دوره نه تنها در حاشیهٔ صخره، بلکه در سرتاسر دامنهٔ کوه ساکن شده بوده‌اند. همچنین احتمال داده شده که این انسان‌ها در فصل سرد در فواصل دور و نزدیک از صخرهٔ اصلی و در حاشیهٔ چشمهٔ دائمی یوان از چادرهای پوستی به عنوان سرپناه استفاده کرده‌باشند. آزمایش سن‌سنجی رادیو کربن نیز سن مطلق دورهٔ فراپارینه سنگی در مجموعهٔ غار و پناهگاه صخره‌ای باوه‌یوان را ۱۳ هزار و ۴۰۰ سال نشان داد.

## تپهٔ سلجوقی
تپه‌ای قدیمی مربوط به دوره سلجوقی که در قدیم قلعه بوده‌است در مجاورت روستا قرار دارد.

## آسیب‌ها به محوطهٔ باوه یوان
عبور فیبر نوری شمارهٔ یک از محوطهٔ باوه یوان سبب تخریب حدود ۳۰ درصد از این محوطه تاریخ شده‌است. پس از آن نیز عبور فیبر نوری شمارهٔ دو سبب شد تا خسارت زیادی به این محوطه وارد شود، به گونه‌ای که به گفتهٔ سامان حیدری گوران سرپرست کاوش‌های باستان‌شناختی در محوطهٔ باوه یوان نزدیک به ۷۰ درصد از کل محوطه تخریب شده و تنها نوار باریکی از داده‌های باستانی در کنار صخره باقی مانده‌است.